# Campeonato Goiano Segunda Divisão 2024
In 2024 werd het 54ste Campeonato Goiano Segunda Divisão gespeeld voor voetbalclubs uit de Braziliaanse staat Goiás. De competitie werd georganiseerd door de FGF en werd gespeeld van 28 april tot 28 juli. Inhumas werd kampioen. 

## Eindstand
| Plaats | Club            | Wed. | W | G | V | Saldo | Ptn. |
| ------ | --------------- | ---- | - | - | - | ----- | ---- |
| 1.     | Inhumas         | 14   | 8 | 2 | 4 | 21:16 | 26   |
| 2.     | ABECAT          | 14   | 7 | 3 | 4 | 14:13 | 24   |
| 3.     | Anapolina       | 14   | 7 | 2 | 5 | 17:11 | 23   |
| 4.     | Trindade        | 14   | 7 | 2 | 5 | 12:13 | 23   |
| 5.     | Centro Oeste    | 14   | 5 | 6 | 3 | 13:9  | 21   |
| 6.     | Grêmio Anápolis | 14   | 5 | 1 | 8 | 17:21 | 16   |
| 7.     | ASEEV           | 14   | 5 | 0 | 9 | 15:17 | 15   |
| 8.     | Santa Helena    | 14   | 3 | 2 | 9 | 13:22 | 11   |

|  | Promotie naar Campeonato Goiano 2025 |
|  | Degradatie                           |

### Kampioen
| Campeonato Goiano de 2024 - Segunda Divisão |
| Goias                                       |
| ------------------------------------------- |
| INHUMAS Kampioen (2e titel)                 |